# Victoria Matthews
Pour les articles homonymes, voir Matthews.
Victoria Matthews, née en 1954, est une évêque anglicane canadienne. En 1994, elle devient la première femme ordonnée évêque dans l’Église anglicane du Canada lorsqu’elle est nommée évêque suffragante du diocèse de Toronto. Elle est évêque d’Edmonton de 1997 à 2007. De 2008 à 2018, elle est évêque de Christchurch dans l'Église anglicane d'Aotearoa, Nouvelle-Zélande et Polynésie. 

## Éducation
Matthews fait ses études à l'école Bishop Strachan de Toronto et obtient un baccalauréat ès arts avec distinction du Trinity College de l'Université de Toronto en 1976. Elle reçoit la North American Theological Fellowship de 1976 à 1979 et obtient une maîtrise en théologie à la Yale Divinity School (en) et à la Berkeley Divinity School at Yale (en). Elle est également titulaire d'une maîtrise en théologie du Trinity College de Toronto, qu'elle obtient en 1987. Elle reçoit un doctorat honorifique de la Yale Divinity School (en) en 2017.

## Ministère ordonné
Matthews défend une orthodoxie généreuse (appelant à une orthodoxie radicale, centrée sur le Christ, exprimée sous forme de foi et de pratique missionnaires) et se situe dans l'aile anglo-catholique de l'Église.
Matthews devient diacre en 1979 et est ordonnée prêtre en 1980. Elle exerce les fonctions d'éducatrice et de curée jusqu'au 12 février 1994, date à laquelle elle est ordonnée épiscopat. Mathews commence à présider la Commission théologique du Primat en 1996 et est réélue en 2004. Elle préside également le groupe de travail sur la surveillance épiscopale alternative.

### Ministère épiscopal
De 1994 à 1997, elle est évêque suffragante (assistant) de Toronto, pour la région de Credit Valley. Elle devient la première femme à être évêque de l'Église anglicane du Canada.
Elle est élue évêque d'Edmonton en 1997 et occupe ce poste jusqu'à sa démission en 2007. En 2004, elle est candidate aux postes d'évêque de Toronto et de primat de l'Église anglicane du Canada, mais doit se retirer des deux candidatures afin de suivre un traitement contre le cancer du sein.
Elle est évêque en résidence au Wycliffe College, à Toronto, de janvier à avril 2008. En février 2008, elle est élue évêque de Christchurch dans l'Église anglicane d'Aotearoa, Nouvelle-Zélande et Polynésie, et elle est intronisée le 30 août 2008,.
Durant son mandat d'évêque de Christchurch, plus de 12 000 tremblements de terre et répliques se produisent dans la ville et ses environs. Le diocèse compte 220 bâtiments gravement endommagés ou détruits, dont l'emblématique cathédrale anglicane de Christchurch, qui est au cœur de l'histoire de la ville et de la province. Reconnaissant le temps nécessaire avant qu'une nouvelle cathédrale soit construite sur la place de la Cathédrale, la cathédrale de transition, également connue sous le nom de « cathédrale de carton », est érigée.
En mars 2018, elle annonce sa démission comme évêque diocésain à compter du 1er mai 2018. Elle est candidate à l’élection d’évêque coadjuteur de Toronto. Les élections ont lieu le 9 juin 2018. Andrew Asbil (en), alors doyen de Toronto, est élu.